# Luisa Fernanda Garrido
Luisa Fernanda Garrido Ramos es una traductora española, nacida en Madrid en 1959 y licenciada en Geografía e Historia, en 2005 ha obtenido el Premio Nacional de traducción por su versión de El kapo, de Aleksandar Tišma.